# Martinsburg (Nebraska)
Martinsburg è un comune degli Stati Uniti d'America, situato nello Stato del Nebraska, nella Contea di Dixon.